# Google Talk
Google Talk byl jednoduchý instant messenger a komunikační služba společnosti Google, založená na protokolu XMPP. Kromě textové komunikace nabízel i službu VoIP, založenou na protokolu Jingle. V souvislosti s těmito službami pak poskytoval i možnost videochatu, sdílení souborů a hlasové schránky.
Použití služby, která je zcela zdarma, bylo podmíněno registrací účtu Google nebo na poštovním serveru Gmail, se kterým byl úzce propojen (sdílení kontaktů, oznamování nové pošty, integrovaný klient ve webovém rozhraní).
Aplikaci bylo možné používat v operačních systémech Windows 2000, XP, Vista a Windows 7.
Službu Google Talk bylo možné používat i na jiných klientech pro instant messaging. Jsou to například Miranda, QIP, Pidgin, Psi, Trillian, Kopete nebo Mozilla Thunderbird.
Od 16. února 2015 Google přestal podporovat klientskou aplikaci. 26. června 2017 byli všichni uživatelé Google Talku přepnuti na Google Hangouts.

## Výhody
- Jednoduchý klient (program).
- Propojení s emailovou schránkou Gmail.
- Webové rozhraní.
- Přenos hlasu.
- Součást XMPP sítě – bezproblémová komunikace mezi uživateli, možnost použít jiného klienta.
- Transporty do a z jiných sítí (ICQ, Yahoo, MSN a další)
- Možnost integrace různých služeb (předpověď počasí, televizní program, posílání SMS, …)
- Oproti např. ICQ u Jabberu není omezení délky zprávy
- Komunikace může být zašifrovaná
- Adresa je v lidsky čitelném formátu
- Jednoduchý přenos souborů (pouhým přetažením na jméno v kontaktech nebo do komunikačního okna)

## Nevýhody
- Nestandardní protokol pro přenos souborů.
- Nestandardní chování offline zpráv (zaslány jako e-mail a ne jako jabber zpráva)
- Nestandardní blokování uživatelů.
- Nestandardní implementace konferencí (Multi-User Chat).[3]
- Zvláštní chování při připojení z Apple iChat.
- Shrnutí anglicky zde.